# Upplands runinskrifter 1002
Upplands runinskrifter 1002 är ett vikingatida runstensfragment av rödgrå finkornig granit i Rasbo kyrka, Rasbo socken och Uppsala kommun. Runstensfragmentet står i södra vapenhuset vid den södra väggen. Stenen är 0,5 meter hög och 0,86 meter bred. Det bevarade fragmentet är den nedre delen av en runsten, med två hela runor bevarade, och uppställdes på sin nuvarande plats 1925. Tidigare låg stenen i golvet vid norra kyrkdörren.

## Inskriften
Translitterering av runraden:
...-sbi...